# 7497 Guangcaishiye
7497 Guangcaishiye è un asteroide della fascia principale. Scoperto nel 1995, presenta un'orbita caratterizzata da un semiasse maggiore pari a 2,4553767 UA e da un'eccentricità di 0,1882002, inclinata di 2,95969° rispetto all'eclittica.